# 안드레아 보첼리
안드레아 보첼리(이탈리아어: Andrea Bocelli, Grande Ufficiale OMRI, 1958년 9월 22일 ~ )는 이탈리아의 테너이자 팝페라가수이다.
1994년 산레모 가요제의 신인상을 받은 이래, 보첼리는 팝과 클래식, 8개의 오페라 음악을 포함한 13개의 솔로 스튜디오 앨범을 녹음하여 세계적으로 7천만 장 이상의 음반을 팔았다. 1998년 잡지 《피플》에 '가장 아름다운 사람들 50명'중의 하나로 꼽혔다.
셀린 디옹과 듀엣으로 부른 "The Prayer"는 영화 《캐멀럿의 탐구 대상》의 삽입곡으로 골든 글로브상의 주제가상을 수상하였고, 아카데미상에서도 같은 부분의 후보에 올랐다. 클래식 앨범 《Sacred Arias》는 미국 클래식 앨범 차트의 톱3에 들어오면서 기네스 세계 기록에 올랐다.
세계적으로 5백만 장이나 팔리면서, 그 앨범은 솔로 가수에 의한 최대 판매 앨범이 되었다. 또한 전 세계에서 2천만 장이 팔린 1997년 팝 앨범 《Romanza》는 이탈리아 가수에 의한 최대 판매 앨범이 되었으며, 캐나다, 유럽과 라틴아메리카의 다른 나라들에서도 최대 판매 앨범으로 알려졌다. 앨범의 첫 싱글 "Time to Say Goodbye"는 독일을 포함한 유럽 전역에서 차트 1위를 차지하여, 이탈리아 국내에서 3백만 장, 세계적으로 1천2백만 장이나 팔리면서 판매 기록을 깼다.

## 생애

### 어린 시절과 교육
토스카나주 피사 근교의 라야티코에서 알레산드로(2000년 사망)와 에디 보첼리 사이에서 태어났다. 그의 가족은 농장집에서 살면서 농기구를 팔고 포도주를 만드는 기업을 유지해왔다.
소년시절 보첼리는 음악에 열정적인 집중을 보였다. 그의 어머니는 그에게 편함을 가져다 주는 것은 음악 뿐이라고 말하였다고 한다. 6세 때에 피아노 레슨을 받았고, 후에 플루트, 색소폰, 트럼펫, 기타 등을 배우기도 하였다.
노래를 부르면서 어린 시절을 보냈다고 하는 데, 14세 때에 비아레조에서 열린 경연 대회에서 "O sole mio"를 불러 우승하였다. 1980년 학교를 마치고, 피사 대학교에서 법학을 공부하였다. 돈을 벌기 위하여, 피아노 바에서 연주를 하기도 하였다. 법과 대학원을 마치고, 법정 변호사로 1년간 일하면서 지냈다.

### 시력 장애
그는 선천적인 녹내장을 앓았으며, 12세 무렵에 축구 시합을 하던 도중 골키퍼로 나서 눈에 공을 맞아 머리에 충격을 받고 내출혈을 일으켜 시력을 잃었다..

## 경력

### 1992 ~ 94
1992년 이탈리아의 록 가수 추케로(Zucchero)가 《Miserere》앨범을 발표하여 동명의 곡을 위한 시청용 테이프를 만드는 데 테너 가수들을 선택할 무렵에 루치아노 파바로티에게 보냈다. 보첼리의 목소리를 들은 후에, 파바로티는 자기 대신에 보첼리를 기용하라고 하였다. 그 시청용 테이프는 보첼리를 발견한 카테리나 카셀리(Caterina Caselli)로부터 왔다. 카셀리는 보첼리의 현재 감독, 제작자이다.
추케로는 결국 그 곡을 녹음하는 데, 파바로티를 설득하였고, 유럽 전역에서 히트곡이 되었다. 1993년 추케로의 유럽 공연에서 그와 듀엣으로 부르는 데 동반한 보첼리가 푸치니의 "Turandot"에 나온 "Nessun Dorma"를 솔로로 불렸다. 보첼리는 밀라노에서 슈거 뮤직 레이블과 계약을 맺었다.
12월에는 산레모 이탈리아 가요제에 들어가 "Miserere"를 상연하였고, 28일에는 레지오 에밀리아의 로몰로 발리 극장에서 열린 클래식 콘서트에 데뷔하였다.
1994년 2월 산레모 가요제의 경연대회에 들어가 "Il mare calmo della sera"를 불러 신인상을 수상하였다. 동명의 그의 데뷔 앨범은 발표되자 마자, 이탈리아 톱10을 차지하였다. 5월에는 이탈리아의 팝 가수 제라르디나 트로바토(Gerardina Trovato)와 함께 순회 공연을 가졌고, 9월에는 모데나에서 열린 파바로티의 자선 공연에 나가 루제로 레온카발로(Ruggero Leoncavallo)의 "Mattinata", 마우리치오 모란테(Maurizio Morante)의 "Notte e Picatore"를 파바로티와 듀엣으로 불렀다.
또한 피사에서 열린 베르디의 "Macbeth"에서 맥더프 역으로 오페라 데뷔를 하였다. 보첼리는 불가지론으로 알려져 왔으나, 톨스토이의 작품들에 깊이 잠긴 결과로 기독교 신앙에 귀의했다.

### 1995 ~ 97
1994년 산레모 가요제 신인상을 수상함으로, 이듬해 다시 돌아와 "Con te partirò"를 불러 4위에 왔다. 이 곡은 그의 첫 앨범 《Bocelli》에 포함되어 있었고, 마우로 말라바시(Mauro Malavasi)에 의하여 제작되었다. 그 곡은 벨기에에서 최대 판매 싱글이 되었다.
1996년 보첼리는 영국의 소프라노 사라 브라이트만과 듀엣으로 노래부르는 데, 독일의 IBF 월드 라이트헤비급 권투 챔피언 헨리 마스케의 마지막 승부에 초대받았다. 마스케의 친구였던 브라이트만은 보첼리가 "Con te partirò"를 부르는 것을 듣고, 곡의 타이틀 가사를 "Time to Say Goodbye"로 바꾸어 런던 심포니 오케스트라와 함께 마스케의 작별곡으로서 듀엣으로 재녹음하였다. 이 싱글은 14주 동안 머물던 독일 차트에서 톱으로 데뷔되었다. 3백만 장에 가깝게 팔리면서, "Time to Say Goodbye"는 백만 장 이상의 이전 최대 판매 싱글을 능가하였다. 조르자(Giorgia)와 듀엣으로 《Romanza》앨범을 위해 녹음한 "Vivo per lei"의 스페인어판 "Vivo Por Ella"(마르타 산체스와 듀엣)와 함께 스페인 싱글 차트에서 톱을 차지하였다.
같은 해에 보첼리는 그 곡의 프랑스어판 "Je vis pour elle"를 프랑스 가수 엘렌 세가라(Hélène Ségara)와 듀엣으로 부르면서 녹음하였다. 1997년 12월에 발표된 이 곡은 벨기에(왈로니)와 프랑스에서 차트 1위를 머물면서 히트곡이 되었다. 그 곡은 세가라에게는 최대 판매 싱글, 보첼리에게는 "Time to Say Goodbye"에 이어 두 번째로 알려졌다. 3월 3일에 독일 함부르크에서 사라 브라이트만과 함께 ECHO "올해의 최고 싱글곡"상을 수상하였다.
8월에는 이탈리아 토레 델 라고에서 열린 푸치니 축제에 나왔고, 그리고나서 파리에서 열린 세계 청소년 축제에 나와 교황의 출석에서 다시 노래를 불렀다. 여름에는 8월 31일 오버하우젠에서 실내 콘서트를 비롯하여 독일에서 22개의 야외 콘서트를 가졌다. 9월에는 피사의 카발리에리 광장에서 공연 비디오 〈토스카나의 밤〉을 위해 콘서트를 가졌다. 9월 14일 뮌헨에서 앨범 《Viaggio Italiano》를 위한 ECHO 클래식 "올해의 베스트셀러"상을 수상하였다.
9월 27일 이탈리아로 돌아와 볼로냐에서 열린 국제 성체기도 모임에서 교황 앞에서 다시 노래를 불렀다. 10월 19일에는 바티칸에서 식량농업기구가 굶주리는 세상에 관한 인식을 조달하기 위해 결성된 텔레푸드 자선 공연에서 상연하였다. 25일에는 밤비상을 수상하였다.

### 1998 ~ 99
1998년 2월 18일부터 25일까지 칼리아리에서 열린 〈La bohème〉제작에서 로돌포 역을 맡으면서 주요 오페라 데뷔를 하였다. 그의 5집 앨범 《Aria - The Opera Album》은 3월에 발매되었다. 4월 19일 워싱턴 D.C. 존 F. 케네디 센터에서 콘서트를 가지고나서 백악관에서 빌 클린턴 대통령과 만나게 되면서 미국 시장으로 들어가게 된다. 5월 5일에는 몬테카를로에서 2개의 세계음악상 - "최고 이탈리아 가수"와 "최고 클래식 연주" 부분을 수상하였다.
여름 기간 동안에 보첼리는 미주 순회 공연을 가졌다. 매디슨 스퀘어 가든에서 가진 그의 마지막 공연은 팔리고 말았다. 9월에는 5집 앨범과 함께 "최고 판매 클래식 앨범" 부분의 ECHO 클래식 상을 수상하였다. 하느님에 대한 감사의 전날 보첼리는 셀린 디옹의 텔레비전 특집 〈These Are Special Times〉에 출연하였는 데, 보첼리는 그녀와 함께 듀엣으로 "The Prayer"를 불렀고, 독창으로 "Ave Maria"를 불렀다. 디옹은 "난 어떤이가 하느님이 노래부르는 음성을 가졌다면, 안드레아 보첼리와 같은 음성을 지니었을 것이다는 것을 들었다"면서 그를 소개하였다. "The Prayer"는 영화 《캐멀롯의 의문》의 주제가에, 이듬해 보첼리의 앨범 《Sogno》에 수록되었다. 그 곡은 아카데미상 최고 오리지널 곡 후보에까지 올랐다.
새해에 라스베이거스 벨라지오 호텔에서 2개의 콘서트를 가졌다. 또한 디트로이트 오페라 하우스에서 데니스 그레이브스와 함께 첫 인터넷 오페라 공연에서 상연하기도 하였다. 1월 24일 캘리포니아주 비벌리힐스의 비벌리 힐튼 호텔에서 열린 56회 골든 글로브상 시상식에서 보첼리는 "최고 신인 가수"상 후보에 올랐다.
4월 11일부터 24일까지 샌디에이고부터 밴쿠버까지 북미 서부해안 지역 순회공연을 가졌다.
스티븐 스필버그의 초대로 5월 15일 로스앤젤레스에서 열린 민주당 전당 대회에 참석하여 빌 클린턴 대통령 앞에서 노래를 불렀다. 그 달의 하순에는 포르투갈과 스페인을 순회 공연을 가지면서, 포르투갈의 가수 둘스 폰트스와 함께 노래를 부르기도 하였다. 6월 27일 뮌헨의 올림픽 경기장에서 열린 굶주리는 어린이들을 위한 마이클 잭슨의 자선 공연에 나오기도 하였다.
7월 10일부터 8월 27일까지 로마의 베로나 아레나에서 열린 〈The Merry Widow〉의 7개 상연에서 특별 출연을 하였다. "Tenor Conte Andrea"로서 3개의 아리아 - 베르디의 〈Rigoletto〉에 나온 "La donna è mobile", 프란츠 레하르의 〈Land des Laechelns〉에 나온 "Tu, che m'hai preso il cour", 다시 베르디의 La TRaviata에 나온 "Libiamo ne'lieti calici"에서 상연하였다.
다시 미국 순회 공연을 가지면서 헐리우드의 로디오 드라이브에서 상연하였다가, 중서부의 도시들에서 공연을 가지고 제이 레노의 〈투나잇 쇼〉에 나오기도 하였다. 그리고나서 뉴욕 시장 루돌프 줄리아니는 그에게 크리스탈 애플을 수여하였다. 그의 7집 앨범 《Sacre Arias》는 11월 8일에 전 세계에서 발매되었고, 2주 후에 미국 클래식 빌보드 차트에서 1위를 차지하였다.
이탈리아로 돌아오자마자, 피렌체에서 열린 중좌파 국가 원수 모임에서 노래를 불렀다. 엘리자베스 2세 여왕의 초대로 11월 29일 버밍엄에서 해마다 열리는 왕실 버라이어티 쇼에 나와 상연하였다. 30일에는 그의 자서전 소설 〈침묵의 음악〉이 이탈리아에서 발간되었다.
12월 12일부터 21일까지 바르셀로나, 스트라스부르, 리스본, 자그레브, 부다페스트, 메시나에서 6개의 콘서트에서 공연을 가졌다. 12월 31일에는 뉴욕의 나소 퇴역군인 기념 대연기장에서 열린 콘서트에서 8,000명 관중들 앞에서 새천년을 맞이하며 30일 동안의 24개 콘서트를 마쳤다.

### 2000 ~ 01
2월 23일 42회 그래미상 시상식에서 보첼리는 2번이나 후보에 올랐다. "The Prayer"는 보컬상과 최고 남성 팝 보컬 상연과 함께 최고 팝 공동 제작품을 위한 후보에 들어갔다. 시상식에서 보첼리는 디옹과 함께 그 노래를 불렀다. 그의 "2000년 세계 순회 공연"이 3월 31일에 시작되었다. 5월에는 앨범 《Sacred Arias》이 영국의 클래식 FM 라디오 방송국의 청취자들에 의하여 올해의 앨범으로 제안되었다. 그의 세계 순회 공연은 12일부터 14일까지 일본과 한국에서 4개의 콘서트와 함께 지속되었다. 로테르담에서 열린 UEFA 유로 2000의 마지막 날에 발레리 게르기에프와 르네 플레밍과 함께 상연하였다. 7월 6일에는 뉴욕의 자유의 여신상 밑에서, 8월 17일에는 로마의 베로나 아레나에서 열린 베르디의 메사 다 레퀴엠에서 노래를 불렀다. 그의 오페라 앨범 《Verdi》는 9월 11일에 발매되었다. 9월에는 오스트레일리아에서 3개의 콘서트를 가졌다. 그는 《Sacred Arias》로 또다른 ECHO 클래식의 "올해의 베스트셀러"상을 수상하였다. 11월에는 그의 첫 완료 오페라 녹음곡 "La Bohème"가 발표되었다. 12월에는 독일에서 골든 유로파의 클래식 음악상을 수상하였다.
2001년 1월 보첼리는 베로나 필라르모니코 극장에서 열린 피에트로 마스카니의 오페라 〈L'amico Fritz〉의 주인공 역을 맡았고, 베르디디의 레퀴엠에 테너 부분으로 다시 상연하였다. 3월 19일에 레퀴엠 앨범이 보첼리가 테너로서 발매되었다. 3월 22일부터 4월 6일까지 세실리아 가스디아와 하트퍼드 심포니 오케스트라와 동반하며 북미 순회 공연을 가졌다. 6월 17일 피사의 사탑 재개식에서 상연하였고, 7월에는 더블린에서 아나 마리아 마르티네스와 뉴 심포니 오케스트라와 함께 2개의 콘서트를 가졌다. 10월 4일 베네치아 산 로코 학교에서 새 앨범 《Cieli di Toscana》를 선물하였고, 세계적으로 4천만 장 이상이나 팔리면서 인정을 받았다. 10월에는 카타니아에서 시칠리아의 오페라 작곡가 빈첸초 벨리니의 200세 탄생일 기념식의 축제를 열었다. 10월 28일 뉴욕의 그라운드 제로에서 열린 911 테러의 피해자들을 기념하는 콘서트에서 로마 가톨릭교회 신앙의 대표로서 프란츠 슈베르트의 "Ellens dritter Gesang"을 불렀다. 11월에는 앨범 《Cieli di Toscana》의 100만 장 판매로 플래티넘 유럽 상을 받았고, 이탈리아 음악상 시상식에서는 "세계에서 이탈리아 음악의 대사"로서의 그의 공적으로 이탈리아 음악 산업 연합으로부터 특별상을 받았다. 그는 7개의 미국 공연을 가지고나서 12월 23일에는 이탈리아 대통령과 다른 명예 내빈들 앞에서 이탈리아 국가를 불렀으며 텔레비전에 처음으로 방영된 이탈리아 상원에서 열린 전통적 크리스마스 콘서트에서 벨리니와 베르디의 작품들을 상연하기도 하였다.

### 2002 ~ 05
2월 5일 베를린에서 열린 골든 카메라상 시상식에서 "음악&연예" 부분의 상을 수상하였다. 3월 6일에는 몬테카를로에서 열린 세계 음악상 시상식에서는 "세계 최대 판매 클래식 가수"와 "최대 판매 이탈리아 가수" 부분의 상을 받았다. 3월 15일에는 프랑스 마르네라발레에서 열린 월트 디즈니 스튜디오 개장식에 참가하였다.
5월 7일에 보첼리와 토니 레니스는 〈쿠오레〉시리즈의 주제가들을 위한 텔레가토 이탈리아 텔레비전상을 받았고, 23일에는 자신이 2002년 클래식 브릿 어워드 시상식에서 "음악에 뛰어난 공헌"상을 수상하였다. 5월 27일 로마의 빌라 마다마에서 조지 W. 부시 미국 대통령과 실비오 베를루스코니 총리 앞에서 상연하였고, 다음날에는 루치아노 파바로티가 앙골라를 위하여 결성한 자선 공연에도 참석하였다. 6월에는 다시 미국 순회 공연을 시작하였고, 26일과 8월 3일 토레 델 라고에서 열린 푸치니 축제에서 나비 부인의 핑커턴 중위 역을 맡았다. 10월 14일 보첼리와 로린 마젤은 그의 새 앨범 《Sentimento》를 전 세계 관중들에게 수여하였다. 앨범은 11월 4일에 발매되어 40일 동안 2백만 장 이상이나 팔렸다.
2003년 2월 몬테카를로에서 나비 부인을 공연하였고, 3월에 열린 산레모 가요제에서는 처음으로 제작자로 나왔다. 5월에 자신의 두 번째 오페라 《Tosca》가 발표되었다. 맹인들의 왕립 국립 연구소를 위한 개인적 자선 축제에서 영국의 왕실 가족 앞에서 노래를 불렀다. 하루 후에 런던의 로열 앨버트 홀에서 열린 2003년 클래식 브릿어워드 시상식에서 《Sentimento》앨범으로 "최고 판매 클래식 앨범"과 "올해의 앨범" 부분의 상을 수상하였다. 5월 24일 시에나 캄포 광장에서 열린 아르파 영화, 음악, 미술 재단을 위한 자선 공연에서 소프라노 마리아 루이자 보르스와 루치아 데산티, 바리톤 가수 안수경, 바이올리니스트 루스 로저스와 함께 피사 시립 오케스트라단을 동행하면서 상연하였다. 3일 후에는 모데나에서 파바로티와 함께 나폴리의 민요들을 부르기도 하였다. 9월에는 로마에서 유럽 연합의 법무 장관들과 내무 장관들을 위한 콘서트에 나오기도 하였다.
10월 영국 국립 음악상의 "인기 전문적 상연인" 부분상을 수상하였다.
이듬해 5월 퀸시 존스가 "We are the Future" 프로젝트를 착수하는 목적으로 로마의 치르코 마시모에서 열린 콘서트에 출연하였고, 다음 달에는 그의 3번째 오페라 앨범 《Il trovatore》가 발매되었다. 7월에 열린 50회 푸치니 축제에서 《Tosca》의 마리오 카바라도시 역을 밭았다. 그리고 2004년 아테네 올림픽을 위한 국제 올림픽 위원회가 주최한 지구촌 캠페인에 나오기도 하였다.
10월 15일 베이징의 인민대회당에서, 17일에는 상하이에서 상연하였다.
2005년 초순에는 독일, 헝가리, 노르웨이 등지에서 순회 공연에 놓여있었다. 그는 〈Sesame Street〉에 나와 "Time to Say Goodbye"를 "Time to Say Goodnight"으로 바꿔 불렀다고 한다. 3월 21일에는 로마에서 열린 인도양 지진 사건을 위한 자선 공연에 나와 노래를 불렀다.
6월 베를린에서 열린 독일 오페라에서 상연하였고, 7월 2일 라이브 8 콘서트에 나와 파리에서 상연하였다. 그해의 두 번째 순회 공연 동안에 미국, 크로아티아, 세르비아, 두바이, 스위스 심지어 북유럽에서까지 공연을 가졌다. 앨범 《Werther》가 12월에 발매되었다.

### 2006 ~ 07
2월 18일 휴스턴 도요타 센터에서 열린 NBA 2006년 올스타 주말과 TNT 케이블 텔레비전 방영 동안에 나와 노래를 불렀다.
2월 26일에는 토리노 동계 올림픽 폐막식의 카니발 섹션에서 그의 앨범 《Amore》에 나온 "Because We Believe"를 불렀고, 토리노의 카스텔로 광장에서 또 다른 콘서트를 가졌다. 3월에는 카를로 아첼리오 참피 대통령으로부터 이탈리아 공화국 공로 훈장 2등급(Grande Ufficiale OMRI)을 받았다. 이는 3월 4일 보첼리가 산레모 가요제에서 크리스티나 아길레라와 듀엣으로 상연하였을 때 수여되었다.
3월 31일부터 4월 2일까지 그는 피렌체에서 열린 음악회에서 마르코 투티노(Marco Tutino)의 "Canto di pace"를 불렀고 조아키노 로시니의 Messa di Gloria에 테너 부분을 맡았다. 나폴리에서는 로시니의 Petitie Messe Solonnelle의 한 부분을 맡기도 하였다.
4월에 미국의 텔레비전 쇼 아메리칸 아이돌에서 "위대한 러브송"의 결승전 출전자들을 위한 특별 코치로 나왔다.
6월에 베를린에서 열린 2006년 FIFA 월드컵 개막식에서 수억의 전 세계 텔레비전 시청자들 앞에서 잔나 난니니(Gianna nannini)와 함께 이탈리아어 듀엣 판의 "Because We Believe와 "Ama, credi e vai"를 불렀다.
2007년 7월 1일 런던의 웸블리 스타디움에서 열린 다이애나 비를 위한 앤드루 로이드 웨버의 "오페라의 팬텀"에 나와 상연을 하였고, 고향 라자티코로 돌아와 7월 5일 성공적인 콘서트를 열었다. 그 콘서트에는 케니 G, 라우라 파우시니, 사라 브라이트만, 엘리사, 트리니다드 토바고 출신의 가수 헤더 헤들리 등이 출연하였으며, "Vivere Live in Tuscany"로 발매되었다. 11월에 열린 세계 음악상 시상식에서 "최고 이탈리아 가수"와 "세계에서 최고 판매 클래식 가수" 부분의 상을 수상하였다. 12월에는 북미와 유럽에서 남은 2개의 2006년 순회 공연을 마쳤다.
9월 8일에 모데나에서 루치아노 파바로티의 장례식에서 모차르트의 "Ave verum corpus" 편곡을 불렀다. 10월 21일 영국 텔러비전 시리즈 〈Strictly Come Dancing〉쇼에서 캐터린 젠킨스와 함께 "Con te partirò"를 불렀고, 10월 30일에는 ITV 특집 〈An Audience with Céline Dion〉에서 다시 셀린 디옹과 "The Prayer"를 불렀다. 그 쇼는 12월 23일에 방영하였다. 2007년 라틴 그래미상 시상식에서 라우라 파우시니와 함께 "Vive Ya"를 불렀는 데, 그 곡은 1997년에 앨범 《Romanza》에서 보첼리와 이탈리아의 싱어송라이터 트로바토 사이에 듀엣으로 발표되었으며 영어판으로 그의 2007년 앨범 《The Best of Andrea Bocelli:Vivere》에 "Dare to Live"로 나왔다. 그 대표곡 편집 앨범은 3백만 장 이상이나 팔렸다고 한다.

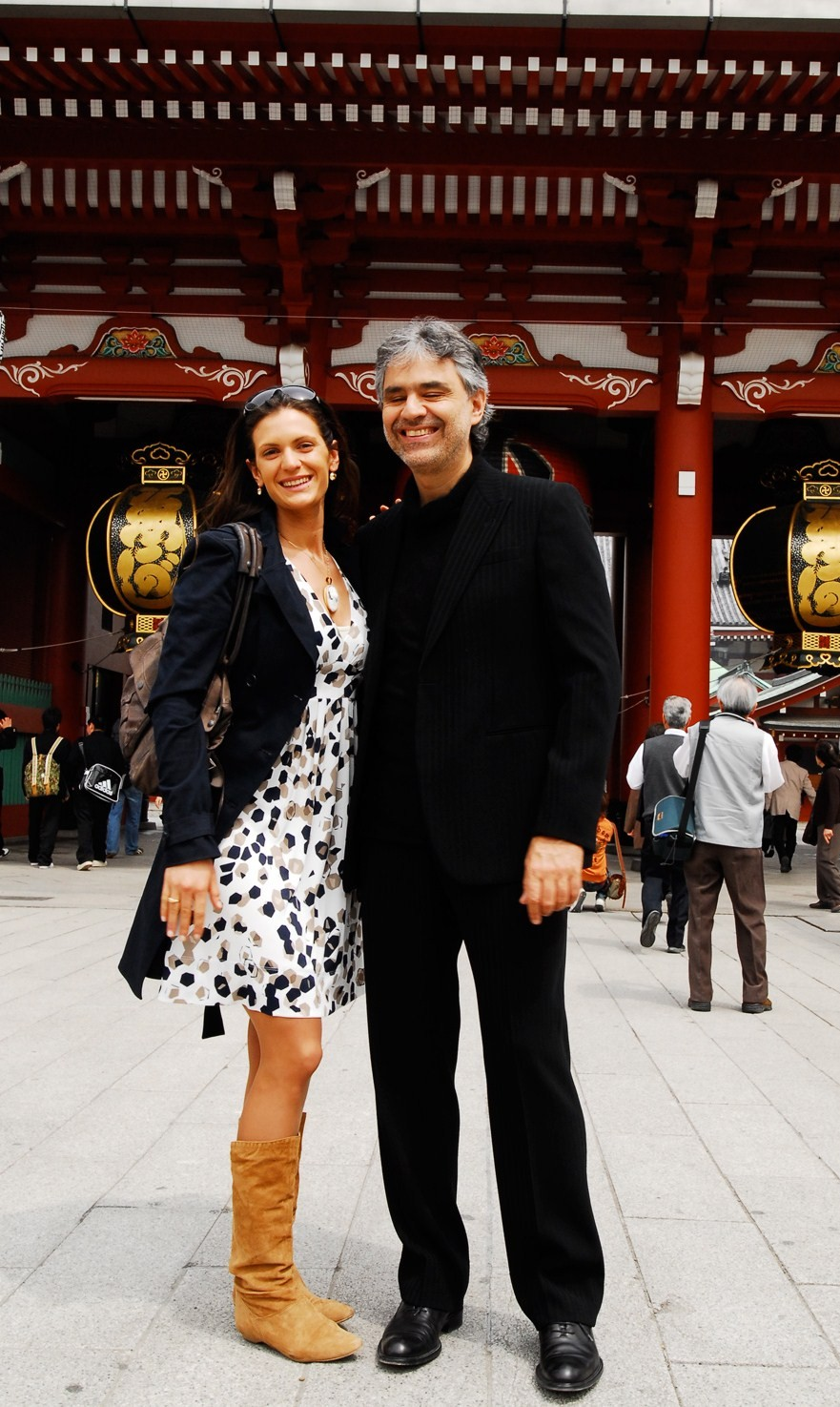
2008년 아시아 순회 공연 중에 도쿄에서 약혼녀 베로니카 베르티와

### 2008
2008년 1월 20일 로마에서 열린 이탈리아 텔레비전 시상식에서 세계에서 이탈리아 음악 플래티넘 상을 수상하였다.
앨범 《The Best of Andrea Bocelli:Vivere》의 장려를 위해 2월 1일 런던에서 BBC 〈앨런 티치마시 쇼〉에서 "Canto della Terra"를 상연하였고, 이탈리아 토크쇼 〈Che tempo che fa〉에 나와 파비오 파치오와 인터뷰를 가졌다. 2월 2일 앨범에서 나온 "Canto della Terra", "A te"와 "Besame mucho" 등을 상연하였고, 2월 3일 런던에서 〈The South Bank Show〉에 나와 프랑스어 아리아 "Pour mon âme"를 불렀다. 그러고나서 2월 10일 로스앤젤레스에서 열린 50회 그래미상 시상식에서 루치아노 파바로티 추모를 위해 조시 그로반과 "The Prayer"를 불렀고 다음날 〈제이 레노의 투나잇 쇼〉에서 헤더 헤들리와 "Dare to live"를 불렀다.
4월에는 도쿄, 타이완의 타이중 시와 서울에서 아시아 순회 공연을 가졌다. 각각의 콘서트에는 15,000명이 넘는 관중들이 참석하였다.
5월 23일 라스베이가스에서 열린 캐나다의 제작자, 작곡가 데이비드 포스터를 위한 추모 공연에서 캐터린 맥피와 함께 "The Prayer"를 불렀다. 후에 보첼리는 필리핀의 10대 가수 채리스가 콘서트에서 상연하는 것을 듣고 칭찬하였다고 한다.
6월 2일 밀라노 대성당 광장에서 열린 이탈리아 공화국 성립 기념 축제 콘서트에서 80,000명의 관중들 앞에 나와 상연하였다. 6월 17일부터 7월 28일까지 4밤동안에 로마 오페라 극장에서 열린 조르주 비제의 오페라에서 돈 호세의 무대역을 맡았다. 같은 해에 자신이 2005년에 녹음하였던 〈Carmen〉오페라 녹음 완성을 발표하였다. 정명훈이 프랑스 라디오 필하모닉 오케스트라를 지휘하였고, 웨일스의 베이스바리톤 브린 터펠이 앙상블의 하나였다. 녹음은 2010년 3월까지 국제적으로 발매되지 않았다.
7월 20일 보첼리는 고향 라지티코에서 3번째의 콘서트를 열었는 데, 이탈리아의 극장 추모를 위해서였다. 그 콘서트의 상연자는 이탈리아의 작곡가 니콜라 피오바니, 이탈리아의 발레 댄서 로베르토 볼레, 이스라엘 가수 노아, 채리스 등이 포함되었다. 그러고나서 7월 31일 리투아니아 빌니우스의 빙기스 공원에서 열린 콘서트에 18,000명 이상의 관중 앞에서 공연을 가졌다. 오스트레일리아의 가수 티나 애리나가 그 콘서트에서 "Canto Della Terra"와 "The Prayer"를 보첼리와 듀엣으로 불렀다.
8월 7일 보스니아 헤르체고비나에서 체코 국립 심포니 오케스트라와 동행하며 자선 공연을 가졌다. 그러고나서 8월의 나머지 동안에 오스트레일리아와 뉴질랜드에서 3번째 순회 공연을 가졌다. 티나 애리나는 5개의 콘서트에서 그와 함께 다시 상연하였다.
9월 26일 2008년 베네토 축제 동안에 파도바의 데레미타니 교회에서 콘서트를 열어 약 1000명의 관중들 앞에서 노래를 불렀다. 1번 솔리스티 베네티 오케스트라와 동행하였는 데, 그 50주년을 맞으며 클라우디오 시모네(Claudio Scimone)가 지휘하였다. 그 콘서트는 자코모 푸치니의 150세 생일 축제를 위해서였다.
10월 24일 나폴리의 플레비스치토 광장에서 그 도시의 추모를 위하여 상연을 가졌다. 거기서 그와 상연한 사람들은 플루트 연주가 안드레아 그리미넬리, 이탈리아 팝 가수 마시모 라니에리, 소프라노 체칠리아 바르톨리와 스티븐 머큐리오가 지휘하는 체코 국립 심포니 오케스트라였다. 10월 31일 오프라 윈프리 쇼에서 "The Prayer"의 솔로 버전과 앨범 《Incanto》에 나온 "Because"를 불렀다.
11월 21일과 22일에 워싱턴 D.C.의 워싱턴 국립 오페라 극장에서 플라시도 도밍고가 지휘하는 로시니의 Petie Messe Solennelle를 부르는 솔로 가수 4중주 중의 하나였다. 11월 25일부터 26일에 텍사스주 샌안토니오에서 열린 "Municipal Auditorium"에서 마스카가니의 Cavelleria Rusticana 콘서트에서 소프라노 베로니카 빌라로엘과 출연하였다. 후에 멕시코 캄페체의 아트리오 성당에서 콘서트를 열어 자신의 스페인어 히트곡 "Besame Mucho", "Somos Novios" "Amapola"와 "Con te Partiro"의 스페인어 버전 "Por ti Volare" 등을 불렀다.

### 2009
2009년 5월 27일 로마의 스타디오 올림피코에서 열린 2009년 UEFA 챔피언스리그 결승전 개막식에서 게오르크 프리드리히 헨델의 〈성직자 차도크〉에 기초를 둔 〈글래디에이터〉의 주제가 "Il Gladiatore"를 불렀다.
11월 3일에 그의 첫 홀리데이 앨범 《My Christmas》이 발매되어, 그해의 최고 판매 홀리데이 앨범이 되었다.
앨범의 PBS 특별 《The Andrea Bocelli & David Foster Christmas Special》이 미국에서 추수감사절에 처음으로 방송되었고 계속적으로 12월을 지나면서 미국과 캐나다에서 방영되었다. 11월 후순에는 그 프로그램이 멕시코와 영국, 12월 15일과 25일에 이탈리아에서 이탈리아 방송 1, 19일에는 스페인과 네덜란드에서 TVE 2와 TROS, 벨기에와 룩셈부르크에서 vtm과 RTL-TV1에서 각각 방송되었다.
11월 3일 런던의 레체스터 광장에서 열린 디즈니의 〈크리스마스 캐럴〉 세계 프레미어 쇼 동안에 보첼리는 세인트 폴 대성당 합창단과 14,000명이 넘는 사람들을 이끌어 "Silent Night"을 부르면서 "최대 크리스마스 캐럴 성악"으로 공식 기네스북 세계 기록을 깼다. 그의 상연을 완성하고 "하느님을 우리에게 축복을 내리십니다"고 말하였다.
북미에서 보첼리는 6개의 콘서트를 가졌다 - 플로리다주 포트 로더데일(Fort Lauderdale)의 뱅크 애틀랜틱 센터, 토론토의 에어 캐나다 센터, 뉴저지주 이스트 러더포드의 이조드 센터(Izod Centre), 캘리포니아주 프레스노의 윌리엄 사로얀 극장(William Saroyan Theatre), 라스베이거스의 MGM 그랜드, 마지막으로 애너하임의 혼다 센터. 그의 마지막 3개의 콘서트는 홀로 5,6백만 달러나 들었다고 한다.
그해의 초순에 브라질 상파울루의 독립 공원에서 그의 무료 콘서트에는 100,000명 이상의 관중들이 참석하였다.

### 2010
2010년 1월 31일 52회 그래미상 시상식에서 보첼리, 메리 제이 블라이즈와 데이비드 포스터가 다시 함께 하면서 2010년 아이티 지진의 피해자들을 위한 인식을 일으키기 위하여 "Bridge over Troubled Water"를 불렀다. 3사람은 1월 28일에 CNN 래리 킹 라이브에 나와 상연을 발표하였다고 한다.
3월 2일 로스앤젤레스의 루스벨트 호텔 앞에 있는 헐리우드 불바드 7000번지에서 그의 연극 공연의 공헌으로 할리우드 명예의 거리 상을 수상하였다.
3월 12일에는 다가오는 스칸디나비아 순회 공연의 흥행을 주최하기 위하여 노르웨이 오슬로에서 스카블란(Skavlan)에 나와 쇼의 진행자 프레드리크 스카블란과 인터뷰를 가지고, 후에 노르웨이 소년 합창단 쇨브구테네(Sølvguttene)와 함께 그의 2008년 《Incanto》에 나온 "Voglio Vivere Cosi"를 불렀다.
4월에 스칸디나비아로 돌아와 8일에 오슬로의 텔레노르 아레나에서 콘서트를 가졌고, 4월 8일 덴마크 코펜하겐의 코펜하겐 포럼에서, 4월 9일 스웨덴 스톡홀름의 에릭슨 글로베에서 마지막 공연을 가졌다.
4월 30일에는 상하이 엑스포 개막식에 나와 "Nessun Dorma"을 불렀고, 다음 날 5월 1일에 상하이 경기장에서 "Charming China"란 타이틀을 가지고 차이나 필하모닉 오케스트라와 함께 콘서트를 가졌다. 이 콘서트는 후에 중국 본토를 통하면서 상하이 TV와 CCTV 채널들에서 상영되었다.
그해의 보첼리의 아시아 순회 공연은 4월 28일도쿄의 부도칸, 5월 2일 서울의 잠실체육관, 5월 4일 홍콩의 의회 전시 센터, 5월 6일 타이베이의 타이페이 아레나, 마지막으로 5월 8일 12,000명 이상의 관중들이 참석한 싱가포르의 싱가포르 식물원에서 무료 공연이 포함되었다.
5월 18일 2010년 세계 음악상 시상식에서 앨범 《Incanto》에 나온 "Un Amore Cosi Grande"를 부르고, 7번째로 "최고 클래식 가수"상을 수상하였다.
7월 9일 남아프리카공화국 요하네스버그에 있는 코카콜라 돔에서 2010년 FIFA 월드컵의 "Celebrate Africa: The Grand Finale" 콘서트를 표제를 달았으며, 월드컵 결승전 이틀 전에 월드컵의 폐막의 특징을 짓기 위해서였다. 콘서트에는 브라이언 애덤스, 이탈리아의 플루트 연주자 안드레아 그리미넬리, 남아프리카공화국의 가수들 니아넬(Nianell)과 프리티 옌데(Pretty Yende)가 출연하였다.
7월 14일 유럽 의회의 7대 의장 로베르타 안젤릴리가 "로마를 유럽의 중요하고 야망적인 프로젝트를 통항여 국제 관광업의 수도로서 강조한다"는 목적으로 "미래의 중심에 있는 로마" 이벤트를 개최할 동안에 보첼리는 브뤼셀의 레오폴 공원에서 콘서트를 가졌다.
7월 25일 보첼리는 라자티코에서 10,000명의 관중들에게 4번째이자 마지막 콘서트 《Teatro del Silenzio》를 가졌다. 관중들 중에는 이탈리아의 여배우 지나 롤로브리지다가 있었는 데, 공연 전의 오후에 그녀가 라자티코에 만든 보첼리의 동상에 기부하였다. 보첼리는 또한 7월 24일에 "그의 비상한 예술과 그의 위대한 인간성과 함께 피사 시에 위대한 위신, 명예와 경의를 가져온 위대한 시민으로서 인정"으로 피사노 독(Pisano Doc) 상을 수상하였다.
11월 후순에는 영국과 아일랜드에서, 12월 초순에는 미국에서 6개의 콘서트를 가졌는 데 휴스턴의 도요타 센터에는 조지 H. W. 부시 전 대통령 내외가 참석하였다.
12월 12일에는 워싱턴 D.C.에서 버락 오바마 대통령 내외의 출석과 함께 크리스마스 특집 행사에 나왔고, 19일에는 이탈리아 상원에서 콘서트를 가졌다. 그 콘서트에는 이탈리아 대통령 조르조 나폴리타노, 이탈리아 상원 위원장 레나토 스키파니 등이 참석하였다.

### 2011
1월에 보첼리는 독일에서 3개의 공연을 가졌고, 그것들을 포함한 〈Notte Illuminata Tour〉가 2010년 12월 피사의 베르디 극장에 돌파하였다. 2월에는 자신의 메트로폴리탄 오페라 데뷔를 하였다.
3월 후순부터 4월 초순 사이에 〈Incanto Tour〉의 라틴렉의 한 부분으로서 부에노스아이레스, 보고타, 파나마시티에서 콘서트를 가졌다.
2011년 5월에는 타이베이와 베이징에서 각각 2개의 콘서트를 가지고 뉴질랜드의 소프라노 헤일리 웨스턴라와 합류했다.
보첼리가 9월 뉴욕의 센트럴파크에서 무료 콘서트를 가져, 뉴욕 필하모닉 오케스트라와 동행할 예정으로 발표되었다.

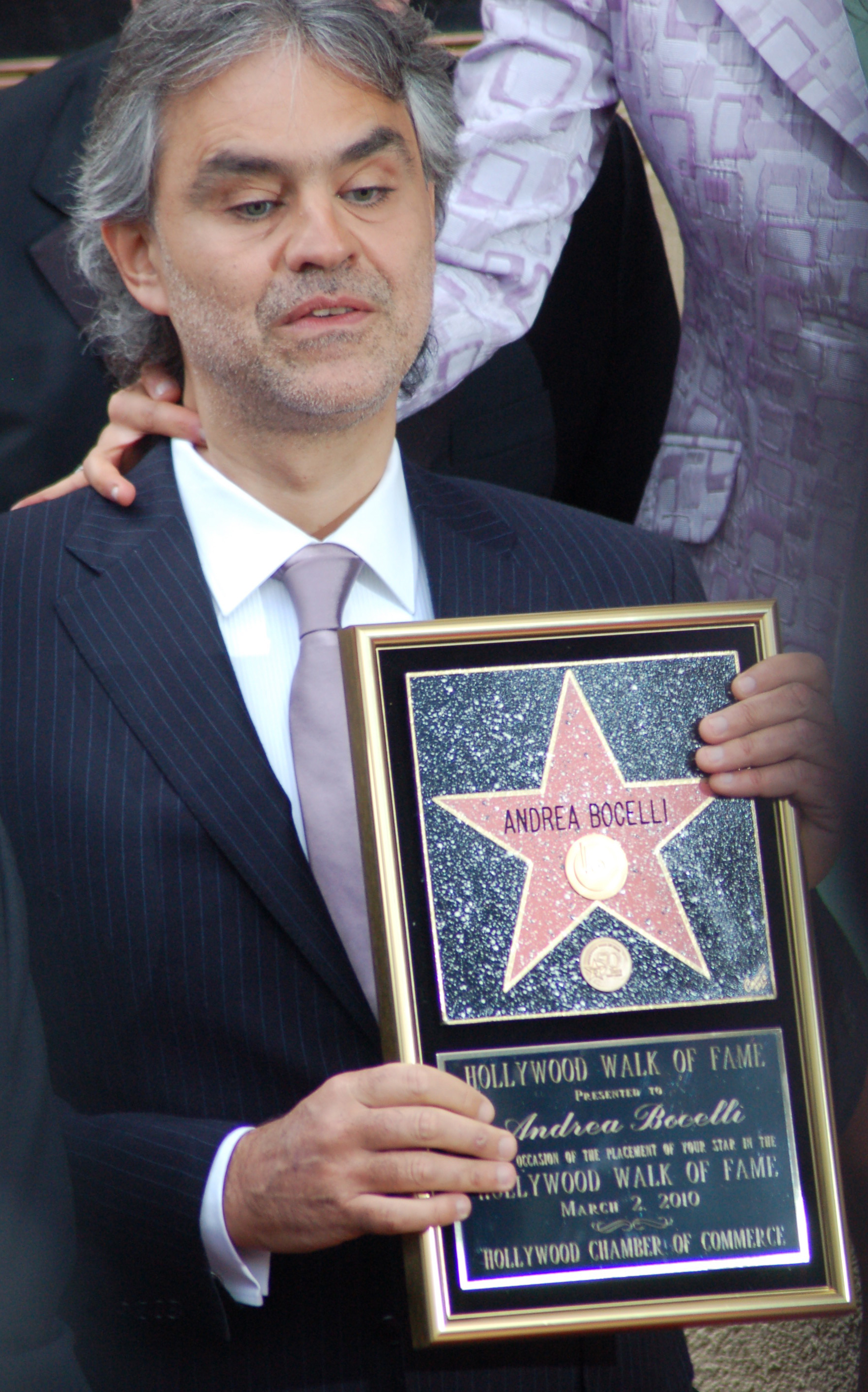
헐리우드 명예의 거리에 헌액된 안드레아 보첼리

## 수상 경력
- 1997년 ECHO "올해의 최고 싱글곡"상; ECHO 클래식 "올해의 베스트셀러"상; 밤비 상
- 1998년 세계 음악 "최고 이탈리아 가수"상; "최고 클래식 연주"상
- 1999년 골든 글로브 "새가수"상
- 2000년 ECHO 클래식 "올해의 베스트셀러"상; 골든 유로파 클래식 음악상
- 2001년 플래티넘 유럽 상; 이탈리아 음악 특별상
- 2002년 골든 카메라 "음악&연예"상; 세계 음악 "세계 최대 판매 클래식 가수"상; "최대 판매 이탈리아 가수"상
- 2003년 클래식 브릿 어워드 "최고 판매 클래식 앨범"상; "올해의 앨범"상; 영국 국립 음악상 "인기 전문적 상연인"상
- 2006년 이탈리아 공화국 공로 훈장 2등급(Grande Ufficiale OMRI)
- 2007년 세계 음악 "최고 이탈리아 가수"상; "세계 최고 판매 클래식 가수"상
- 2008년 이탈리아 텔레비전 "이탈리아 음악 플래티넘"상
- 2010년 할리우드 명예의 거리; 세계 음악 "최고 클래식 가수"상; 피사노 독 상

## 음반
- 《Bocelli》 (1995년)
- 《Il Mare Calmo Della Sera》 (1995년)
- 《Romanza》 (1996년)
- 《Aria - The Opera Album》 (1997년)
- 《Hymn for the World》 (1997년)
- 《Hymn for the World 2》 (1998년)
- 《Viaggio Italiano》 (1998년)
- 《Sacred Arias》 (1999년)
- 《Sogno》 (1999년)
- 《La bohème》 (2000년)
- 《Verdi》 (2000년)
- 《Cieli di Toscana》 (2001년)
- 《Sentimento》 (2002년)
- 《Tosca》 (2003년)
- 《Il trovatore》 (2004년)
- 《Andrea》 (2004년)
- 《Werther》 (2005년)
- 《Amore》 (2006년)
- 《Leoncavallo: Pagliacci》 (2006년)
- 《Vivere: The Best of Andrea Bocelli》 (2007년)
- 《Incanto》 (2008년)
- 《My Christmas》 (2009년)
- 《Passione》 (2013년)